# Mario Minniti

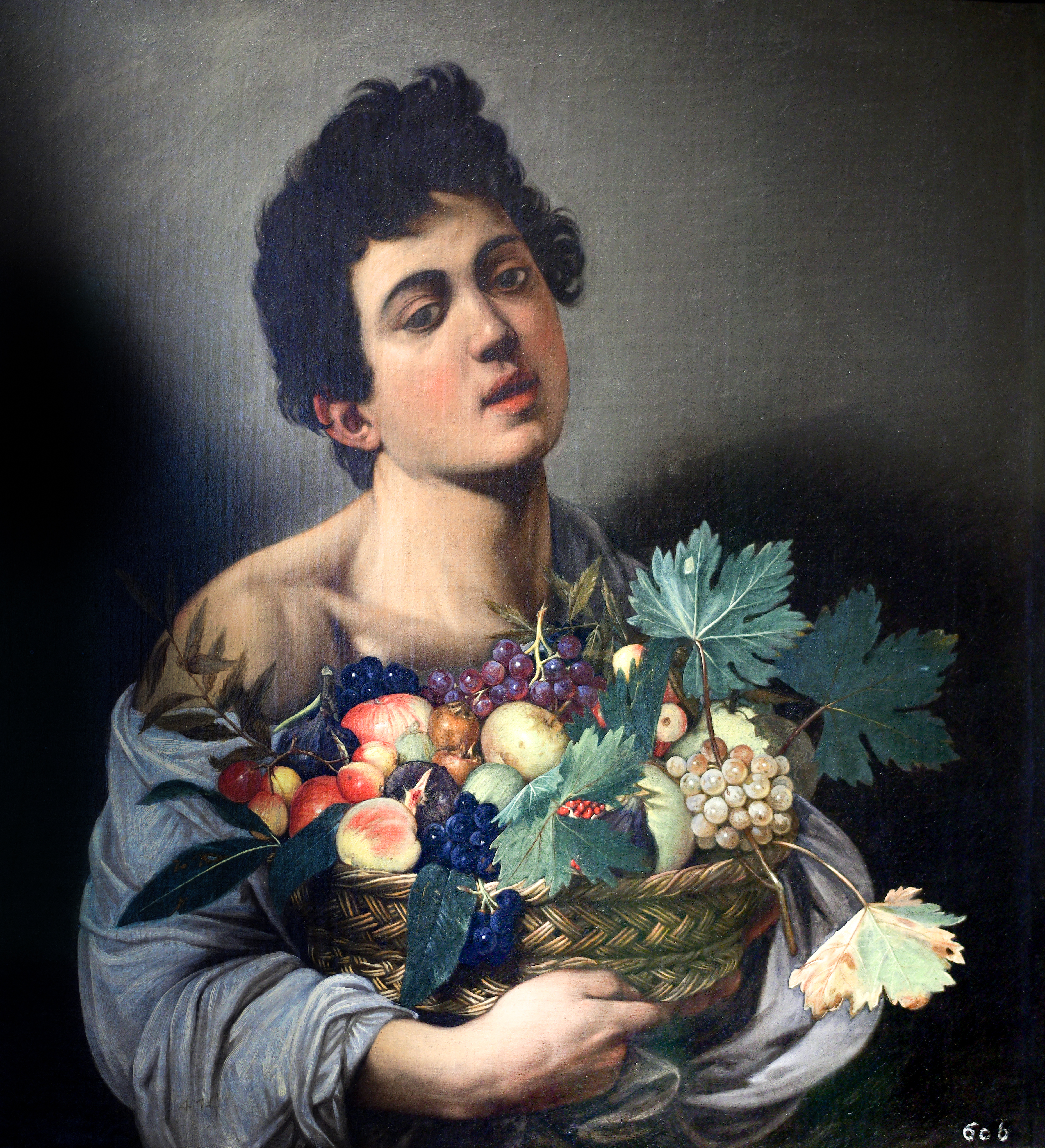
Minniti mit 16 Jahren als Modell für Caravaggios Gemälde Der Knabe mit dem Fruchtkorb.

Mario Minniti (* 8. Dezember 1577 in Syrakus; † 22. November 1640 ebenda) war ein italienischer Maler des Barock auf Sizilien.

## Leben
Nach dem Tod seiner Eltern kam er 1593 nach Rom, wo er kurze Zeit später Michelangelo Merisi da Caravaggio kennenlernte, der für die Werkstatt von Giuseppe Cesari, genannt Cavaliere d’Arpino, arbeitete. Sicher ist, dass Minniti ab 1593 Caravaggios Modell für eine Reihe seiner frühen Bilder mit androgyn wirkenden Knaben wurde, wie z. B. „Der Knabe mit dem Fruchtkorb“ (1593, Rom, Galleria Borghese), „Die Musikanten“ (1594, New York, Metropolitan Museum of Art), „Die Wahrsagerin“ (1594, Rom, Pinacoteca Capitolina) und der „Bacchus“ (1595, Florenz, Galleria degli Uffici).
Überliefert ist, dass sich Minniti am ausschweifenden Leben des Freundeskreises um Caravaggios beteiligte. Nach zahlreichen vorangegangenen Inhaftierungen verletzte Caravaggio am 28. Mai 1606 während eines Streites Ranuccio Tomassoni so schwer, dass dieser kurze Zeit später verstarb und Caravaggio vor einer drohenden Verurteilung aus Rom fliehen musste. Auch Minniti verließ unmittelbar nach dieser Tat Rom in Richtung Sizilien. In Syrakus baute er erfolgreich eine eigene Karriere als Künstler auf und setzte sich von hier aus für Caravaggio ein, indem er ein Begnadigungsgesuch nach Rom sandte und ihm 1608 auf seiner neuerlichen Flucht für längere Zeit in seinem Haus Quartier bot.
Stilistisch folgte Minniti der Malweise Caravaggio, indem er seinem Chiaroscuro (Helldunkelmalerei) nacheiferte, ohne aber die künstlerische Qualität seines Vorbilds zu erreichen.
Dennoch war Minniti gemeinsam mit Alonso Rodriguez der wichtigste Vertreter des Caravaggismus auf Sizilien.

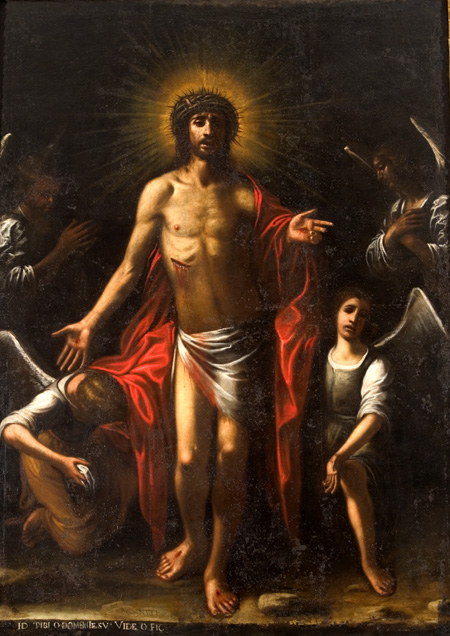
Die fünf Wunden, Werkstatt von Mario Minniti, zeigt sich der charakteristische Chiaroscuro des Caravaggismus. Agira (Enna), Sizilien – Chiesa di San Antonio.
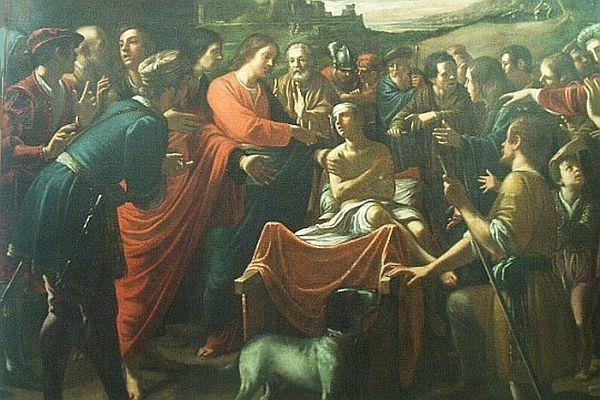
Mario Minniti Miracolo della vedova di Naim

## Werke
- Castello Ursino, Pinacoteca (Catania): Geißelung Christi und Allegorische Szene
- Chiesa San Antonio (Agira): Die fünf Wundmale Christi
- Chiesa Santa Maria di Betlem (Modica): Madonna, Kind, Benedikt und Cosmas und Damian
- Fondazione Lucifero (Milazzo): Geißelung Christi und Kreuztragung
- Museo Regionale di Messina: Enthauptung des Johannes; Das Wunder von Nain; Beschneidung und Madonna del Rosario
- Palazzo Bellomo (Syrakus): Martyrium der S. Lucia; Das Wunder der S. Clara
- Museo della Cattedrale (Mdina): Ecce Homo
- San Pietro al Carmine (Syrakus): Die vier gekrönten Heiligen
- Museo Diozesano (Catania) Kreuzigung
- Chiesa San Benedetto (Syrakus): S. Benedikt bereitet sein Grab
- Chiesa San Sebastiano (Buscemi): Anbetung der drei Könige